# Julius Laux
Julius Laux (* um 1886; † August 1938) war ein deutscher Chemiker, der den Laux-Prozess entwickelte.
Laux trat 1911 in die Chemischen Fabriken Weiler-ter Meer (bis 1896 Farbwerk Dr. E. ter Meer & Cie) in Uerdingen ein und stieg 1919 zum Leiter des Anilinbetriebs auf. 1925 entwickelt und patentierte er den nach ihm benannten Laux-Prozess. Die Wirtschaftlichkeit der Anilin-Herstellung wurde dadurch wesentlich verbessert, weil nun als Nebenprodukt farbkräftiges Eisenoxidschwarz anfiel. 1929 wurde er Leiter des Werks Uerdingen, nun Teil der I.G. Farben.
Mit der Machtübernahme der Nationalsozialisten verlor der bisherige Leiter des wissenschaftlichen Labors und Prokurist Hans Finkelstein aufgrund seiner jüdischen Herkunft den Rückhalt im Unternehmen und wurde schließlich 1938 entlassen. Laux folgte ihm als Werksleiter nach, starb aber bereits kurze Zeit später im Alter von 52 Jahren. In einem Nachruf wird das „Schaffen des Verstorbenen als Nationalsozialist“ gewürdigt. Der Nachruf zeigt den technischen Direktor der I.G. Farben, Fritz ter Meer, mit zum Hitlergruß erhobenem Arm am Grab von Julius Laux. Finkelstein nahm sich Ende Dezember 1938 im Uerdinger Stadtpark das Leben.

## Belege
1. ↑  Patent  DE463773: Verfahren zur Herstellung aromatischer Amine. Angemeldet am 9. Mai 1925, veröffentlicht am 2. August 1928, Erfinder: Julius Laux (Anmeldung: DEC36668D).‌
2. ↑  Horst Peterburs: Uerdingen und seine Geschichte. Teil 8 - Industrie in Uerdingen. In: Horst Peterburs (private Webseite). 2012, abgerufen am 29. August 2024.
3. ↑  Letztes Geleit für Werksführer Dr. Laux. In: Niederrheinische Volkszeitung. Nr. 237, 30. August 1938 (zeitpunkt.nrw).

| Personendaten    | Personendaten      |
| ---------------- | ------------------ |
| NAME             | Laux, Julius       |
| KURZBESCHREIBUNG | deutscher Chemiker |
| GEBURTSDATUM     | um 1886            |
| STERBEDATUM      | August 1938        |